# Clusia garcibarrigae
Clusia garcibarrigae är en tvåhjärtbladig växtart som beskrevs av José Cuatrecasas. Clusia garcibarrigae ingår i släktet Clusia och familjen Clusiaceae. Inga underarter finns listade i Catalogue of Life.